# Инин, Андрей Евгеньевич
Андрей Евгеньевич Инин (род. 21 мая 1990 года) — российский пауэрлифтер.

## Карьера
В 2011 году завоевал серебро юниорского первенства России по классическому пауэрлифтингу в Анжеро-Судженске.
В 2012 году становится бронзовым призёром чемпионата России среди юниоров в Бердске.
В 2013 году становится серебряным призёром юниорского чемпионата России и бронзовым призёром юниорского чемпионата Европы.
В 2014 году становится бронзовым призёром чемпионата России. В конце декабря 2014 года стал чемпионом России по классическому пауэрлифтингу.
В марте 2015 года на первом чемпионате Европы по классическому пауэрлифтингу завоевал золото с результатом 830 кг. В декабре 2015 года на чемпионате России по классическому пауэрлифтингу тот же результат 830 кг позволил Инину стать лишь третьим.